# Herb Kaarst

Herb Kaarst

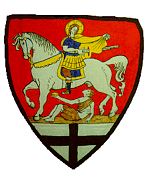
Stary herb Kaarst

Herb miasta Kaarst stanowi pod czarnym krzyżem na białym tle tarcza dwudzielna w słup. Pole heraldycznie prawe przedstawia na niebieskim tle złoty pierścień otoczony srebrnymi kamieniami. W części heraldycznie lewej na złotym tle znajduje się czerwony płaszcz przepołowiony srebrnym mieczem.
Połączenie Büttgen i Kaarst w obecne Kaarst znalazło odzwierciedlenie we wspólnym herbie obydwu poprzedników.
Czarny krzyż, który był zawarty w dwóch poprzednich, został również zastosowany w nowym jako wyraz ich pierwotnego stanu przynależności politycznej i lokalnej od władców Kolonii.
Pierścień z kamieniami był symbolem Johanna Grafa von Werth (Jana von Werth) urodzonego w Büttgen, którego postać na koniu umieszczona była w dawnym herbie Büttgen.
Poprzedni herb Kaarstu przedstawiał świętego Marcina siedzącego na białym koniu, na czerwonym tle, odcinającego połowę swojego żołnierskiego płaszcza, aby oddać go leżącemu u jego stóp żebrakowi.
W nowym herbie motyw ten został zastąpiony mieczem i przecinanym na pół płaszczem.